# شمس‌الدین تندر-کیا
عباس شمس‌الدین‌کیا (زاده ۱۲۸۸ تهران - درگذشت ۱۳۶۶) یا پرتو دکتر تندر-کیا (همان‌گونه که خود وی می‌نویسد)، شاعر پیشرو ایرانی است. جریانی که تندر کیا راه انداخت، مورد تنفر گروه‌های مختلفی از سنتی تا نیمایی قرار داشت. کتابفروشی‌ها هم از پذیرفتن این نوع آثار سر باز می‌زدند. بالاخره روزی طرفداران صادق هدایت در کافه فردوسی کتک مفصلی به او زدند و از آن روز به بعد دیگر نامی از تندرکیا شنیده نشد.
تندرکیا نیز مدعی است که قبل از نیما برای تغییر در قالب شعر فارسی اقدام کرده؛ با وجودی که شعر او به اعتقاد بسیاری، عاری از زیبایی است، اما در هر صورت حرکت به سوی نوآوری داشته‌است.

## زندگی
پرتو دکتر تندر-کیا (همان‌گونه که خود وی می‌نویسد)، پس از تحصیلات مقدماتی در ایران، در سال ۱۳۱۱ به فرانسه رفت و پس از هفت سال، با اخذ مدرک دکترای حقوق در ۲۸ فروردین ۱۳۱۸ به ایران برگشت، و گفت: «هفت سال بود که جز چندباری، نه فارسی شنیده و نه گفته بودم. مبادا یادم رفته باشد».
او می‌خواست ادبیات قدیم را از بنیاد واژگون کرده و طرحی نو دراندازد. تندرکیا سالیان سال زبان فرانسه خوانده و چیزهایی هم می‌دانست. او در جامعهٔ پیشرفته و در حال تحولی چون فرانسه، دیده بود که شاعرانش مثلاً بخش‌هایی از دو واژهٔ «پروسه» و «پوام» را برداشته، و کلمهٔ ترکیبی «پروام» را ساخته و آن را به عنوان نوعی نثر آهنگین کرده‌اند. او هم، بخش‌هایی از واژه‌های «نظم» و «نثر» را برداشته، کلمهٔ ترکیبی «نثم» را ساخت و معتقد بود کارش به عنوان انقلابی در موسیقی شعر فارسی شناخته و ثبت شود. سپس این «نثم»‌ها را «آهنگین» و گویندگان یا سرایندگان آن را «آهنگین‌گو» نام داد.

## زمینه‌های شکل‌گیری شعر
عصر رضا شاه، عصر تناقضات بازدارندهٔ ملت است؛ در این دوران، ملت از یک سو شاهد پیشرفت‌های صنعتی و مالی و اجتماعی، و از دیگر سو، درگیر استبداد کور، منع انتشار هر نوع اندیشهٔ مترقی، توقیف نشریات، سد آزادی بیان، و بازگشت به اندیشه و ایدئولوژی عهد عتیق است؛ و در این وضعیت فقط فعالیتی حق حیات دارد که بی‌خطر و خنثی، یا در تأیید فره‌مندی و عظمت رضا شاه باشد.
رضا شاه از یک سو به نوآوری و مدرنیزه کردن محیط دست زده بود و از دیگر سو، بازتاب‌های فرهنگی-معنوی همین نوساختهٔ خودساخته را سرکوب می‌کرد. به بیانی دیگر، لیبرالیسم اقتصادی لیبرالیسم ادبی-هنری را به دنبال دارد؛ حکومت رضا شاه در سطح وسیعی به سمت لیبرالیسم اقتصادی پیش می‌رفت، ولی ابزار به فعلیت درآوردن این نظام، که همانا نشریات آزاد بود را محو می‌کرد؛ و نتیجهٔ همین تناقض، یعنی ضرورت و نیاز به نوآوری از یک سو، و از بین بردن زمینهٔ نوآوری در شعر از سوی دیگر است که سبب می‌شود شعر نو ناقص‌الخلقه‌ای چون شعر تندرکیا و غزلیات و قصاید ماشینیزه‌شده‌ای چون هواپیمای بهار و قصیدهٔ راه‌آهن فروزانفر به دنیا آید.
دکتر تندر-کیا که در مقام دفاع از رضا شاه و عصر وی برمی‌آید، می‌نویسد:
دروغ است که حکومت بیست‌ساله جلوی جریان [رشد شعر] را گرفت. این دروغ شاخدار را بعدها نوچیان به منظور تضعیف و تصاحب انقلاب شاهینی از خودشان درآوردند… حکومت بیست‌ساله در بحث ادبی تا حدی که وارد سیاست نمی‌شد دخالت نمی‌کرد. دلیل از شاهین بزرگتر چه می‌خواهید که با آن‌همه جنجال، جز تحقیقات مختصری در چاپخانه، ابداً واکنش از طرف دولت نشد… درست است که برای کسب پروانهٔ چاپ نخستین شاهین زحمت بسیار کشیدم و پروانهٔ شاهین دوم را نتوانستم از وزیر فرهنگ وقت به دست آورم، ولی این سد و بندها از شاه نبود، از شیخ‌علی‌خان بود… در زمان دیکتاتوری بیست‌ساله، انجمن‌های ادبی همه‌جا برپا بوده‌اند و روزنامه‌ها و مجلات معدود، ولی در امر ادبی نامحدود، به‌عکس، هرچه زور داشته‌اند در جهان ادب زده‌اند. چون نمی‌توانستند در سیاست وارد شوند.
تنها شاعران نوپرداز عصر رضا شاه که کتاب به چاپ رساندند، محمد مقدم و تندرکیا بودند.
در سال ۱۳۲۲ پس از شانزده سال (۱۳۰۴–۱۳۲۰) قطع فرهنگی و ظهور شعر نو بی‌ریشه و ضابطهٔ عصر رضا شاهی، وقتی که مجدداً شعر نو به عنوان یک نیاز طبیعی و تاریخی، در سال‌های ۱۳۲۰ امکان نمو می‌یابد، شعر تندرکیا، که اساساً زمینهٔ تکامل و ادامهٔ حیات ندارد و در راستای تکامل تاریخی شعر نو نیست، از بین می‌رود و همان سبک و سیاق شاعران نوپرداز عصر مشروطه - یعنی شیوهٔ تقی رفعت و انور خامه‌ای و… - دنبال می‌شود.

## شاهین
بنا به نوشتهٔ خود وی، پس از دو سال دوری از ایران: «کم‌کم دریافتم که نفس پیوسته در تکاملم دارد سایه‌ای می‌اندازد که مژدهٔ سبک تازه‌ای است. سایه، روشن گردید. در آغاز سال ۱۳۱۷ شالودهٔ شاهین ریخته شده بود… باید هرچه زودتر شاهینی ساخت و از نگار به کردار درآمد.» و سرانجام، در مهر ماه سال ۱۳۱۸ بیانیهٔ کیا به نام «نهیب جنبش ادبی-شاهین» در ۲۰ صفحه، طی اعلانیه‌ای در روزنامهٔ کثیرالانتشار اطلاعات منتشر شد. اعلانیهٔ اطلاعات به قرار زیر بود:
شاهین
پرتو دکتر تندر-کیا

شاهین نیرویی است که به سبک گذشتهٔ ادبیات فارسی خاتمه داده‌است. شاهین پیکی است که شیوهٔ تازه‌ای در سخن درآورده است. شاهین دفتری‌ست که قرن‌ها محور ادبیات ایران خواهد بود. این نهیب جنبش ادبی را حتماً بخوانید. از خواندن «تیسفون» که نگارش دکتر تندر-کیا و یکی از شاهکارهای ادبیات زبان فارسی می‌باشد نیز غفلت نکنید.
این اعلانیه، بنا بود هشت‌بار منتشر شود، ولی با انتشار شاهین، اعتراض عمومی شاعران کلاسیک چنان بالا گرفت که روزنامهٔ اطلاعات پس از سه چاپ، دیگر نتوانست چاپش کند؛ ولی همان هیاهو کافی بود که شاهین نایاب شود، و تندر-کیا به خریداران کتابش پیامی بفرستد، که در روزنامهٔ ایران چاپ شد.
اواخر ۱۳۱۹ «شاهین ۲» برای چاپ آماده بود، ولی وزیر فرهنگ وقت از اجازهٔ نشر آن جلوگیری کرد. پرتو، «شاهین ۲» را در پنجاه نسخه ماشین‌کرده پخش کرد و یک نسخهٔ ماشین‌شده به‌اضافهٔ دست‌نویسش را به کتابخانهٔ مجلس سپرد و رسید گرفت.
در آذرماه ۱۳۲۰ «نهیب جنبش ادبی-شاهین‌های ۲ و ۳» به انضمام شاهین ۱، در ۱۲۸ صفحه منتشر شد. شاهین ۲ - که تاریخ نگارش مهر ۱۳۱۹ را دارد - به قول تندر-کیا چهار باله است (یعنی از چهار قسمت تشکیل شده). نام کلی شاهین ۲ «ای به درک که مرگ مُرد» است؛ نام بال نخست که روی کاغذ سیاه چاپ شده «بال سیاه: زنده‌باد مرگ»؛ بال دوم روی کاغذ زرد «بال زرد: ای عشق تو خدایی»؛ بال سوم روی کاغذ سرخ «بال سرخ: خودت را بکُش زود»؛ بال چهارم روی کاغذ سفید «بال سفید: ما برای نبردیم».
شاهین دوم تفاوت چندانی با شاهین اول ندارد.
شاهین سه که تاریخ نگارش دی ۱۳۱۹ را دارد مجموعاً شش صفحه است که چهار صفحه مطلب دارد.
بعدها، در آبان و آذر ۱۳۲۲ شاهین‌های ۴ تا ۲۵ در ۳۱ صفحه منتشر شد؛ بعدترها باز بر تعداد آن افزود؛ ولی آخرین شاهین و نخستین شاهین تفاوت کیفی با هم ندارند، هرچند خود پرتو دکتر تندر-کیا شعر ایران را به پیش از ۱۳۱۸ (پرواز نخستین شاهین) و بعد از آن تقسیم می‌کند.
او معتقد بود که شعرهای نوی (لابد مثل اشعار نیما) که تاریخ پیش از ۱۳۱۸ را دارد همه تقلبی است. او می‌نویسد: «روزی که نخستین شاهین منتشر شد، هنوز چند روزی نگذشته بود که در یکی از مجلات دیدم یک شعر شکسته با یک تاریخ قبلی و جعلی درج شده، کمی شکسته، خندیدم و فهمیدم قاچاق و چاخان شروع شده… این‌ها خیال می‌کنند سرّ پیروزی نغمات شاهینی در دراز و کوتاه بودن آن‌هاست، عجب خرهایی هستند پیره‌خرفت‌های چاخانچی…»

## ویژگی‌های شعر
شمس‌الدین تندرکیا به همراه هوشنگ ایرانی و بعدها بیژن جلالی شاعرانی بودند که بی‌اطلاع از کار نیما یوشیج دست به نوآوری زده بودند.

## تأثیر بر شعر معاصر

### شعر سوررئالیستی
دادائیسم و بعدها سوررئالیسم، در زادگاه خود، اروپا، پاسخ به آرمانگرایی از بین رفتهٔ بعد از جنگ جهانی دوم بود. این حادثه اگرچه در چند دهه پیش‌تر از حرکت سوررئالیستی در ایران به رهبری خروس جنگی در اروپا رخ داده و محصول شعر آن نیز نمایندگانی چون هوشنگ ایرانی و شمس‌الدین تندرکیا و فریدون رهنما در ایران داشت، ولی به دلیل نبود زمینهٔ اجتماعی، این هنر هنوز در ایران بُردی نداشت تا که قضیهٔ شکست جنبش و گسترش شهرنشینی و رفاه و پاره‌ای آزادی‌های ضدسنت پیش‌آمد و محیط را برای گسترش دادائیستی-سوررئالیستی آماده کرد.
هوشنگ ایرانی که بی‌پرواترین و نوگراترین شاعر اواخر دههٔ بیست و سال‌های نخست دههٔ سی و نخستین منادی سوررئالیسم در شعر ایران بود، پس از کودتا، خسته و مأیوس و سرخورده از بی‌توجهی جامعه، شعر را رها کرده، به گوشه‌ای نشسته و گاه فقط به ترجمهٔ متون بودیستی می‌پرداخت و نقشی در پیشبرد این نحلهٔ نوِ در حال تکوین نداشت. تندرکیا اگرچه هنوز هم همان شعرهای به ظاهر سوررئالیستی را می‌گفت و پخش می‌کرد، ولی نوشته‌های نازل و پرت و بی‌معنایش، چیزی برای جلب توجه نداشت. فریدون رهنما در اواخر دههٔ بیست با کوله‌باری از دانش نو و اشتیاق سوزان به آموزش، از فرانسه به ایران بازگشته، نگاه شاملوی جوان را به شعر تغییر داده، و هنوز با همان شور و شوق به ترجمهٔ شعر مدرن اروپا و گفتگو با شاعران جوان مشغول بود.

### شعر دههٔ ۱۳۷۰
در دههٔ ۱۳۷۰ شاهد بازخوانی آثار شاعران دهه‌های پیشین از جمله تندرکیا و هوشنگ ایرانی بودیم. تأثیر اشعار تندرکیا بر شعر رضا براهنی از مجموعه شعر «خطاب به پروانه‌ها» به بعد قابل توجه است و شعر  علی باباچاهی  در  وضعیت دیگر  ادامه همان وضعیتی است که در بیانیه های  جنبش خروس جنگی  بود ،اگر چه گسترش کشف مجدد  نثم  و تندرکیا را در دهه نود نیز در آثار  فرامتن  نویسان کلمه گرا می توان ردیابی کرد.
نمونه‌ها:
- از تندرکیا:

فراخی، بزرگانگی! چه گویم، چه؟ باری، سپهرانگی؟

سپهرانه، سپهر، پهر

ای نازنینا، جان شیرینا، بیا، بیا

خواهی که من زاری کنم، هی هی!

در پای تو خاری کنم؟ هی هی!

یا نیاز ما را بپرداز

یا وانیاز…
- از رضا براهنی:

ای گفتنانگی!

حتی اگر تو بگویی بگو نمی‌گویم گفتن این را که هرچه تو گویی کنم من چه کنم، بی‌تو من چه کنم وزن این چه کنم را من چه کنم خانم زیبا

دق که ندانی چیست گرفتم، دق که ندانی تو خانم زیبا

## آثار

### مقاله
- نهیب ادبی شاهین، روزنامهٔ اطلاعات، شهریور ۱۳۱۸[۲۳]
- آیندهٔ شعر فارسی، مجلهٔ اندیشه و هنر، ۱۳۴۱[۲۴]
- شمارهٔ اردی‌بهشت سال ۱۳۴۱ مجلهٔ اندیشه و هنر مطلبی از دکتر تندرکیا دارد با نام «تحول صوری شعر فارسی»؛ با همان نثر و نظر.[۲۵]

پرتو-دکتر تندرکیا در دو شمارهٔ پیاپی مجلهٔ اندیشه و هنر - ۳ و ۴ - در آبان ۱۳۴۰ و اردی‌بهشت ۱۳۴۱ فحشنامه و تهمت‌نامهٔ درازدامنی علیه نیما یوشیج می‌نویسد و سیروس طاهباز که در همین سال مسؤول گردآوری آثار نیما - از طرف جلال آل‌احمد و خانوادهٔ نیما - شده بود، برآشفته به وی پاسخ می‌دهد. این پاسخ در بخش «انتقاد کتاب»‌های ماه، در شمارهٔ دوم کتاب ماه (کیهان ماه) چاپ شده‌است.

### دربارهٔ تندرکیا
در سال ۱۳۴۰ مجلهٔ اندیشه و هنر که از اولین نشریات هنری-اجتماعی ترقی‌خواه پس از کودتای ۲۸ مرداد بود در شمارهٔ آبان ماه ویژه‌نامه‌ای برای شعر نو منتشر می‌کند ویژه‌نامه‌ای که برای پرتو دکتر تندرکیا انتشار داده بود که البته با پاسخ‌های تندرکیا تقریباً پر می‌شود.

## نمونه شعر
ع - ح

ــ

شاهین ۲۹

مار

هنوز هم من هنوز در هیر و ویرم

بگیرم زن، بگیرم یا نگیرم؟!

در این شش و بش بودم که خواب گرمه‌گرمه ربودم، آی مار، ماری ماری دیدم دراز و باریک از سوراخ‌سمبه‌ها سر بیرون کشید و نرمه‌نرمه آمد و آمد تا میان اتاق نیمه‌تاریک چمبه زد، سفید بود مانند دمبه، از جا پریدم! کجا می‌گریزی، بنشین، ببین درها بسته و بیرون هم همه‌جا مار نشسته، باز همان بهتر که از جایت برنخیزی، بسیار خوب، این‌هم که از این، نشستیم!

قسمت این بود و همین، قرعهٔ ما مار افتاد
آخر ای مار مرا با تو سر و کار افتاد

زهرها ریخت به جانم بزنی یا نزنی
بکشم یا نکشم زندگیم زار افتاد

وحشت افتاد در این خانه چه روزش چه شبش
بروی یا نروی وحشت بسیار افتاد

من از ترسم می‌خواندم و مار از طرب سوتش را می‌زد، چه سوتی، بهتر از هر فلوتی، کم‌کم بجنبید و سوت‌زنان می‌رقصید، استاد بود، استاد، به مادام هولیود درس می‌داد. آرتیست ایستاد! سوتش افسون رقصش سحرگاه افسانه گاهی شعر فریبش مرا به مرور گرفت چنان‌که اصل خطرم از یاد برفت، عجب، هرچه اندوخته بودم همه بر باد برفت
دیگر او نیست فریبی که فریبائی بود…
مار نه، دختر لختی، زن زیبائی بود
پر از آتش و نشاط
ای بد ذات!

ما ز دیدار تو شادیم ولیکن چه کنیم
ذکر خیرت به لب مردم بی‌عار افتاد

ای فدای تو و سوت تو، بزن، سوت بزن
که از این سوت تو سوت خطر از کار افتاد

اُه چه گیرا نفسی داشت گرفتار شدم
هرکه را زد نفست گیر و گرفتار افتاد

من که تسلیم شدم مژده‌ات ای زن، تسلیم
تا ببینیم ز ما با که خدا یار افتاد

خانم خرامان‌خرامان به سویم آمد و رویم جست و چسبید، آی مار، به دادم برسید که به پاهایم پیچید؛ ولی دیر شده بود و دیگر مارپیچ و اسیر شده بودم.

تن گرم و نرمی داشت مانند گربه سرش را روی صورتم گذاشت اما نگزیدم، می‌لیسید و همین‌طور می‌پیچید تا کارش به فشار کشید، هی خود را می‌فشرد و بیشتر می‌فشردم، ده دست وردار، من هم کیف می‌بردم از این فشار، به‌به، و از زور درد می‌خندیدم قه‌قه، قاه‌قاه که لذت استخوان درد بهترین لذت‌هاست و فشارش دواست.
هرچند وهن است ولی نمی‌بینید خانم‌ها کتک خوره‌شان پهن است؟!
باری ناگهان با وحشت دیدم در آئینه که شده‌ام ماری، ریخت انسانیم ریخته
و ماری با ماری گلاویخته!

از تو بیزارم و از ضجه و جیغت محظوظ
بفشارم، بچلان، لذتم آزار افتاد؟ !

بگزم، باز بگز، باز، پدرسوخته باز

تف به چشمت، ده بگز، نیش تو خوش هار افتاد؟ !

پس چرا باز شدی، بی‌شرف، اُخ زهرت ریخت؟!
می‌روی هرزه؟! به کی وعدهٔ دیدار افتاد؟ !

به راه افتاد و رفت توی سوراخ!

خورد شدم، درد دارم، آخ!

............

سست و بی‌حال از خواب پریدم،

چه خوابی دیدم!

هنوز هم من هنوز در هیر و ویرم

بگیرم زن، بگیرم یا نگیرم؟! (۱)
____________________________

(۱) این خواب را حقیقتاً من دیده‌ام.

## پی‌نوشت
1. ↑  قلی‌پور، علی (۱۳۹۵/۱۲/۲۵). «نهیب نابهنگام: به بهانهٔ انتشار دو تک‌نگاری دربارهٔ زندگی و آثار تندر کیا». روزنامهٔ شرق (۲۸۲۷): ۹ (ادبیات). دریافت‌شده در ۲۴ اکتبر ۲۰۱۸. تاریخ وارد شده در |سال= را بررسی کنید (کمک)
2. ↑  شعر هیچ ایسمی را برنمی‌تابد: گفتگو با سیروس نیرو، پایگاه تبیان، دوشنبه ۱۳۸۵/۳/۲۹
3. ↑  جواهری گیلانی، تاریخ تحلیلی شعر نو، ج ۱.
4. ↑  جواهری گیلانی، تاریخ تحلیلی شعر نو، ج ۱.
5. ↑  جواهری گیلانی، تاریخ تحلیلی شعر نو، ج ۱.
6. ↑  جواهری گیلانی، تاریخ تحلیلی شعر نو، ج ۱.
7. ↑  جواهری گیلانی، تاریخ تحلیلی شعر نو، ج ۱.
8. ↑  جواهری گیلانی، تاریخ تحلیلی شعر نو، ج ۱.
9. ↑  جواهری گیلانی، تاریخ تحلیلی شعر نو، ج ۱.
10. ↑  جواهری گیلانی، تاریخ تحلیلی شعر نو، ج ۱.
11. ↑  جواهری گیلانی، تاریخ تحلیلی شعر نو، ج ۱.
12. ↑  جواهری گیلانی، تاریخ تحلیلی شعر نو، ج ۱.
13. ↑  جواهری گیلانی، تاریخ تحلیلی شعر نو، ج ۱.
14. ↑  جواهری گیلانی، تاریخ تحلیلی شعر نو، ج ۱.
15. ↑  جواهری گیلانی، تاریخ تحلیلی شعر نو، ج ۱.
16. ↑  جواهری گیلانی، تاریخ تحلیلی شعر نو، ج ۱.
17. ↑  جواهری گیلانی، تاریخ تحلیلی شعر نو، ج ۱.
18. ↑  جواهری گیلانی، تاریخ تحلیلی شعر نو، ج ۱.
19. ↑  جواهری گیلانی، تاریخ تحلیلی شعر نو، ۳:‎ ۶۶.
20. ↑  جواهری گیلانی، تاریخ تحلیلی شعر نو، ۳:‎ ۱۸.
21. ↑  جواهری گیلانی، تاریخ تحلیلی شعر نو، ۳:‎ ۱۸.
22. ↑  رؤیایی، «مؤخره‌ای بر آیندهٔ شعر فارسی»، مجلهٔ کارنامه، ۱۸.
23. ↑  نوری‌علاء، صور و اسباب در شعر امروز ایران، ۵۴۴.
24. ↑  نوری‌علاء، صور و اسباب در شعر امروز ایران، ۵۳۸.
25. ↑  جواهری گیلانی، تاریخ تحلیلی شعر نو، ۳:‎ ۲۲.
26. ↑  جواهری گیلانی، تاریخ تحلیلی شعر نو، ۳:‎ ۳۰.
27. ↑  جواهری گیلانی، تاریخ تحلیلی شعر نو، ۳:‎ ۳۰.
28. ↑  جواهری گیلانی، تاریخ تحلیلی شعر نو، ۳:‎ ۱۳۵.
29. ↑  جواهری گیلانی، تاریخ تحلیلی شعر نو، ۲:‎ ۶۱۵.
30. ↑  جواهری گیلانی، تاریخ تحلیلی شعر نو، ۳:‎ ۱۳۵.
31. ↑  جواهری گیلانی، تاریخ تحلیلی شعر نو، ۲:‎ ۶۱۵.
32. ↑  نهیب جنبش ادبی: شاهین - جلد سوم، پرتو تندرکیا، تهران: انتشارات روزنامهٔ سیاسی فرمان، دی ۱۳۳۵